# USS Reeves (DE-156)
USS Reeves (DE-156/APD-52) là một tàu hộ tống khu trục lớp Buckley được Hải quân Hoa Kỳ chế tạo trong Chiến tranh Thế giới thứ hai. Nó là chiếc tàu chiến đầu tiên của Hải quân Mỹ được đặt cái tên này, theo tên Thượng sĩ Thomas J. Reeves (1895-1941), người từng phục vụ trên thiết giáp hạm California (BB-44), đã tử trận trong vụ tấn công Trân Châu Cảng ngày 7 tháng 12, 1941, và đã được truy tặng Huân chương Danh dự. Nó đã phục vụ trong chiến tranh cho đến năm 1944, khi được cải biến thành một tàu vận chuyển cao tốc mang ký hiệu lườn APD-52, và tiếp tục phục vụ cho đến khi chiến tranh kết thúc. Sau khi xuất biên chế năm 1946, con tàu được chuyển cho Ecuador năm 1961 để sử dụng như trạm phát điện nổi. Reeves được tặng thưởng một Ngôi sao Chiến trận do thành tích phục vụ trong Thế Chiến II.

## Thiết kế và chế tạo
Những chiếc thuộc lớp tàu hộ tống khu trục Buckley có chiều dài chung 306 ft (93 m), mạn tàu rộng 37 ft 1 in (11,30 m) và độ sâu mớn nước khi đầy tải là 11 ft 3 in (3,43 m). Chúng có trọng lượng choán nước tiêu chuẩn 1.400 tấn Anh (1.400 t); và lên đến 1.740 tấn Anh (1.770 t) khi đầy tải. Hệ thống động lực bao gồm hai turbine hơi nước General Electric công suất 13.500 mã lực (10.100 kW), dẫn động hai máy phát điện công suất 9.200 kilôwatt (12.300 hp) để vận hành hai trục chân vịt;  công suất 12.000 hp (8.900 kW) cho phép đạt được tốc độ tối đa 23 kn (26 mph; 43 km/h), và có dự trữ hành trình 6.000 nmi (6.900 mi; 11.000 km) khi di chuyển ở vận tốc đường trường 12 kn (14 mph; 22 km/h).
Vũ khí trang bị bao gồm ba pháo 3 in (76 mm)/50 cal trên tháp pháo nòng đơn có thể đối hạm hoặc phòng không, một khẩu đội 1,1 inch/75 caliber bốn nòng và tám pháo phòng không Oerlikon 20 mm. Vũ khí chống ngầm bao gồm một dàn súng cối chống tàu ngầm Hedgehog Mk. 10 (có 24 nòng và mang theo 144 quả đạn); hai đường ray Mk. 9 và tám máy phóng K3 Mk. 6 để thả mìn sâu. Khác biệt đáng kể so với lớp Evarts dẫn trước là chúng có thêm ba ống phóng ngư lôi Mark 15 21 inch (533 mm). Thủy thủ đoàn đầy đủ bao gồm 186 sĩ quan và thủy thủ.
Reeves được đặt lườn tại Xưởng hải quân Norfolk ở Portsmouth, Virginia vào ngày 7 tháng 2, 1943. Nó được hạ thủy vào ngày 23 tháng 4, 1943; được đỡ đầu bởi cô Mary Anne Reeves, cháu gái Thượng sĩ Reeves, và nhập biên chế vào ngày 9 tháng 6, 1943 dưới quyền chỉ huy của Hạm trưởng, Thiếu tá Hải quân Mathias Stanley Clark.

## Lịch sử hoạt động
Sau khi hoàn tất chuyến đi chạy thử máy huấn luyện tại khu vực Bermuda, Reeves quay trở về Norfolk, Virginia, và đến ngày 16 tháng 8, 1943 đã khởi hành cho chuyến đi hộ tống vận tải đầu tiên vượt Đại Tây Dương để đi sang Casablanca, Bắc Phi. Quay trở về New York sáu tuần sau đó, con tàu được bảo trì rồi tiếp tục huấn luyện tại khu vực Casco Bay, Maine trước khi quay trở lại nhiệm vụ hộ tống vận tải. Trong một năm tiếp theo, nó hộ tống các tàu chở dầu đi từ các cảng bờ Đông Hoa Kỳ sang các cảng Anh. Khi chiếc SS Seakay bị đánh chìm vào vào ngày 18 tháng 3, 1944, Reeves đã cứu vớt được 83 trong số 84 thành viên thủy thủ đoàn của chiếc tàu buôn; và sang ngày hôm sau nó đã kéo Donnell (DE-56) sau khi chiếc tàu hộ tống khu trục chị em bị hư hại do trúng ngư lôi phóng từ tàu ngầm U-boat Đức. Sau hai ngày, nó bàn giao được con tàu bị hư hại cho lực lượng Hải quân Anh hỗ trợ ngoài khơi Ireland, và Donnell được kéo đến Londonderry, Bắc Ireland.
Hoàn tất chuyến đi hộ tống vận tải sau cùng vào ngày 23 tháng 9, Reeves đi đến Xưởng hải quân Philadelphia để được cải biến thành một tàu vận chuyển cao tốc thuộc lớp Charles Lawrence. Được xếp lại lớp với ký hiệu lườn mới APD-52 vào ngày 25 tháng 9, 1944, nó rời xưởng tàu vào ngày 23 tháng 12, và sau khi thực hành huấn luyện đổ bộ đã lên đường để đi sang mặt trận Thái Bình Dương. Nó đi ngang qua kênh đào Panama và San Diego, California để đi đến Trân Châu Cảng. Con tàu đi đến Ulithi vào ngày 26 tháng 2, 1945, rồi tiếp tục hướng sang Philippines vào đầu tháng 3, nơi nó tổng dượt cho Chiến dịch Iceberg, cuộc đổ bộ lên Okinawa.
Khởi hành để đi sang Kerama Retto thuộc quần đảo Ryukyu, Reeves đến nơi vào ngày 26 tháng 3, và phục vụ như căn cứ nổi cho hoạt động của các đội phá hoại dưới nước (UDT: Underwater Demolition Team). Sau đó nó chuyển sang nhiệm vụ tuần tra chống tàu ngầm và phòng không, bảo vệ cho tàu bè tại khu vực đổ bộ, đảm trách vai trò này trong suốt 109 ngày, chỉ ngắt quãng bởi một chuyến hộ tống vận tải nhanh đến Ulithi và một giai đoạn bảo trì tại vịnh Leyte, Philippines.
Sau khi Nhật Bản chấp nhận đầu hàng vào ngày 15 tháng 8 giúp kết thúc cuộc xung đột, được cho tách ra vào ngày 18 tháng 8, chuyển nhân sự, thư tiến và tiếp liệu đến các tàu khác, rồi lên đường hướng sang Nhật Bản. Tại đây trong tháng 10, nó giúp di tản các cựu tù binh chiến tranh Đồng Minh khỏi các trại tập trung, đồng thời hỗ trợ cho hoạt động của ủy ban khảo sát tác động của các cuộc ném bom chiến lược tại khu vực Nagasaki.
Rời vùng biển Nhật Bản vào ngày 26 tháng 11 để quay trở về Hoa Kỳ, Reeves đã đi ngang qua các quần đảo Volcano, Marshall và Hawaii trước khi về đến San Diego vào ngày 23 tháng 12. Tiếp tục hành trình ba ngày sau đó, nó về đến Xưởng hải quân Boston vào ngày 10 tháng 1, 1946, và được chuẩn bị để ngừng hoạt động. Reeves được cho xuất biên chế tại Green Cove Springs, Florida vào ngày 30 tháng 7, 1946, và được đưa về Đội Florida thuộc Hạm đội Dự bị Đại Tây Dương. Tên nó được cho rút khỏi danh sách Đăng bạ Hải quân vào ngày 1 tháng 6, 1960, và con tàu được bán cho chính phủ Ecuador để được sử dụng như một trạm phát điện nổi di động. 

## Phần thưởng
Reeves được tặng thưởng một Ngôi sao Chiến trận do thành tích phục vụ trong Thế Chiến II.
|  |             |  |
|  | Bronze star |  |

| Huân chương Chiến dịch Hoa Kỳ                 |                                                                              |                                      |
| Huân chương Chiến dịch Châu Á-Thái Bình Dương | Huân chương Chiến dịch Châu Âu-Châu Phi-Trung Đông với 1 Ngôi sao Chiến trận | Huân chương Chiến thắng Thế Chiến II |